# اولکساندر وورووبیوف

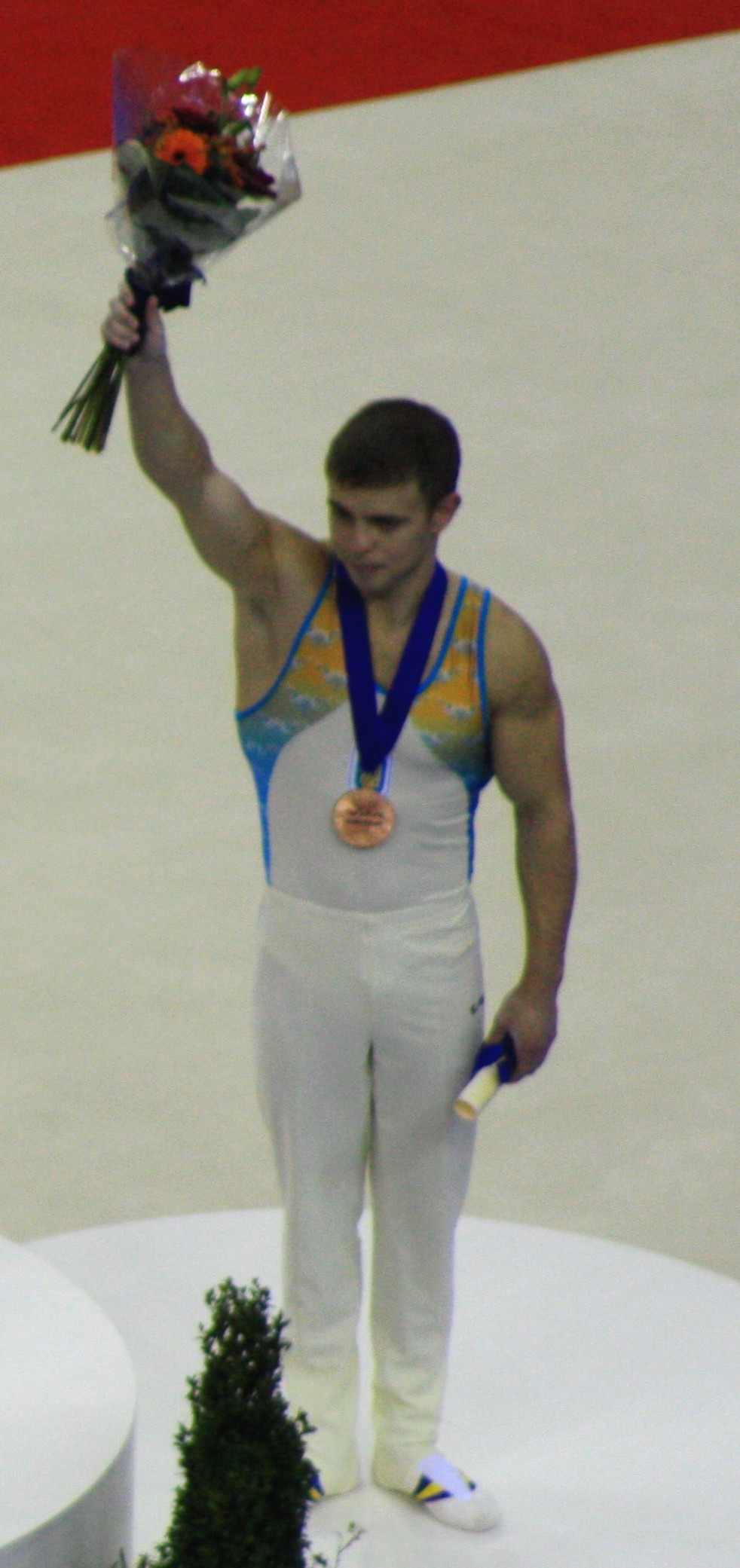
اولکساندر وورووبیوف در سال ۲۰۰۹

اولکساندر وورووبیوف (به انگلیسی: Oleksandr Vorobiov) ژیمناست زادهٔ ۵ اکتبر ۱۹۸۴ میلادی اهل کشور اوکراین است.